# Ладский район
Ладский район — упразднённая административно-территориальная единица в составе Мордовской АССР, существовавшая в 1937—1959 годах. Административный центр — село Лада.

## История
Ладский район был образован постановлением ВЦИК 10 мая 1937 года.
В состав района вошли следующие сельсоветы: Болтинский, Больше-Пестровский, Вечкусский, Камаевский, Краснопоселковский, Курмачкасский, Ладский, Пушкинский и Резоватовский.
14 марта 1959 года Ладский район был упразднён, а его территория разделена между Ичалковским, Ромодановским и Чамзинским районами.